# ミュンヘン一揆
ミュンヘン一揆（ミュンヘンいっき、ドイツ語: München Putsch）は、1923年11月8日から9日に、ドイツ国のミュンヘンでエーリヒ・ルーデンドルフ、アドルフ・ヒトラーら国民社会主義ドイツ労働者党（ナチス）を始めとする州右派勢力によって結成されたドイツ闘争連盟が起こしたクーデター未遂事件。半日あまりで鎮圧され、ヒトラーら首謀者は逮捕された。

## 名称
ドイツでは主に、首謀者の名前から「ヒトラープッチュ （Hitlerputsch）」もしくは「ヒトラー・ルーデンドルフ・プッチュ（Hitler-Ludendorff-Putsch）」と呼ばれているほか、事件が発生したビアホール「ビュルガーブロイケラー」の名をとって「ビュルガーブロイケラープッチュとも呼ばれる。英語でも「ビア・ホール・プッチ（Beer Hall Putsch）」と呼ばれる事が多い。なおドイツ語のプッチュ独: Putschはクーデターやクーデター未遂事件、反乱などを意味する。日本において「一揆」の訳語が当てられた経緯は不明だが、「一揆」にはもともと「一致団結」や「集団行動」の意味があり、地方で発生した集団蜂起という経緯も踏まえて訳語に採用された可能性がある(同様の用法にカップ一揆がある)。

## 背景
当時のドイツ国民の多くは、ドイツの栄光は第一次世界大戦の敗戦とベルリン中央政府の弱腰外交の「裏切り」によって失われていると感じていた。さらにインフレの進行による困窮は、極右と極左への支持を高めることになった。
1923年1月、フランス・ベルギー両軍が賠償金支払いの遅滞を理由に、ドイツの重要な工業地帯であるルール地方を占領した（ルール占領）。ドイツ国民はこれに激怒し、ドイツ政府はルール地方の炭鉱や工場の労働者に対してストライキを呼びかけ、賃金を保証するために紙幣を増刷した。これにより、通貨（パピエルマルク）の価値が、戦争開始時の1914年と比較し、1月末の1万分の1から、8月に入ると100万分の1に、さらに10月に入ると1億分の1と急激に低下し、ハイパーインフレーションが進行していった。
ヴァイマル共和国軍にとって、フランス軍が占領地域を拡大し、軍と直接衝突することはドイツと軍の終わりを意味していた。そのため軍はドイツ義勇軍（フライコール）組織を充実させ、軍の補助部隊としようとした。さらに夏ごろから軍総司令官ハンス・フォン・ゼークト上級大将、全ドイツ同盟指導者ハインリヒ・クラース、ドイツ農業同盟らによる右派独裁政権樹立計画が建てられていた。
バイエルン州で党員3万名を擁し、勢いを増していた国民社会主義ドイツ労働者党（ナチス）は政府の抵抗が弱腰だと批判していた。この姿勢は州政府の多数派には警戒されたが、極右派やミュンヘンにおける軍の実力者フランツ・フォン・エップ、エルンスト・レームの支持を得ていた。一方で党の軍事組織、突撃隊は軍の影響下にあり、ヒトラーをはじめとする党指導部の影響力は強くなかった。このころの突撃隊員は1560名であった。
軍はバイエルン州の民間軍事組織を連携させるため、2月に「祖国的闘争同盟共働団」を結成し、レームが参加していた国旗団、フリードリヒ・ヴェーバーが団長であり、エーリヒ・ルーデンドルフを顧問としていたオーバーラント団、義勇軍のミュンヘン祖国的連盟と低地団、そしてナチ党が参加した。ヘルマン・クリーベル少佐が軍事指導者となり、突撃隊などへの軍事訓練を行った。ヒトラーは政治指導者の一人であったが、主導的な立場にはなかった。

## 蜂起の機運
8月13日、ルール闘争の失敗とインフレの責任を取ってヴィルヘルム・クーノ内閣が辞職し、グスタフ・シュトレーゼマンが新首相となった。シュトレーゼマンは、すでに支持を失っていた占領軍抵抗運動の中止を考えたが、バイエルン州では抵抗継続派が多数を占めていた。「11月革命という屈辱の精算」というスローガンが叫ばれ、政治的変革への気運が高まっていた。
9月1日と2日、ニュルンベルクにおいて「ドイツの日」のイベントが行われた。バイエルン州の右派は反ベルリンの機運をアピールした。この集会でナチスはアピールに成功して支持を集めたが、同時にナチスなど大ドイツ派と、元バイエルン州首相グスタフ・フォン・カールがトップであり、元バイエルン王国王太子ループレヒトを支持するバイエルン分離独立派との関係は悪化した。
この直後、「祖国的闘争同盟共働団」のうち極右派がクリーベルを議長とするドイツ闘争連盟を組織した。参加した団体にはオーバーラント団、国旗団等がある。突撃隊もこれに参加し、ひきつづきヒトラーも政治指導者となった。また9月25日にヒトラーは、9月27日から14の大衆集会を開催するだろうと発表した。

## カール政府成立

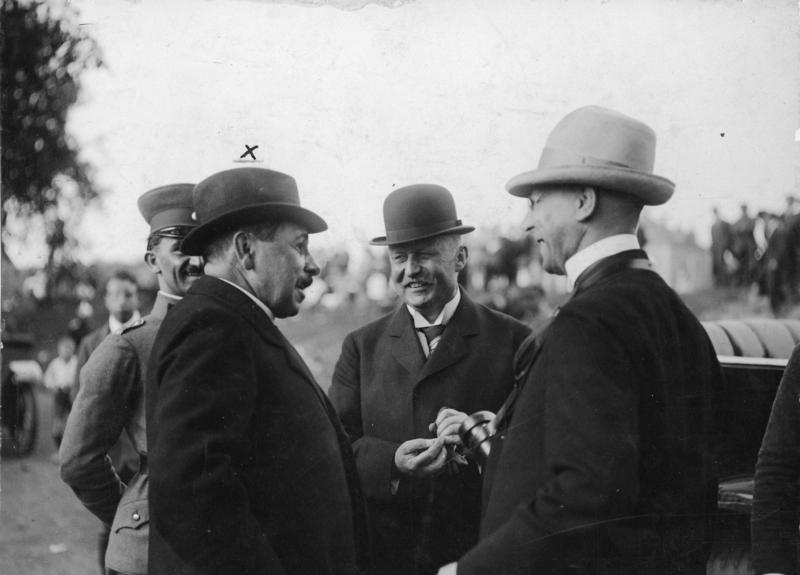
州首相であったカールと談笑するルーデンドルフ（1921年）

9月26日、エーベルト大統領は消極的抵抗の中止と全ドイツへの非常事態宣言を布告する予定であった。しかし9月20日にバイエルン州首相オイゲン・フォン・クニリングは閣議を行い、バイエルン州内に非常事態を宣言した上に、カールを州総督（州総監、Generalstaatskommissar）に任命して独裁的権限を与えた。
カールはバイエルン駐在の第7軍管区司令官オットー・フォン・ロッソウ少将、州警察長官のハンス・フォン・ザイサー（Hans von Seißer）大佐とともに三頭政治体勢をとった。カールの露骨な反ベルリン姿勢は中央政府に危機感を与え、バイエルン州政府とベルリン中央政府の関係は緊迫化した。
ナチスは独立を行わないという条件でカールの独裁を支持するとして、事態を静観した。9月26日にはナチス幹部ショイブナー＝リヒターがループレヒトの官房長と会談を行い、ループレヒトがどのように「バイエルンを処理されようと自由」であると告げた。
9月27日、ナチス機関紙「フェルキッシャー・ベオバハター」がシュトレーゼマンと軍総司令官ゼークトを批判する記事を掲載した。ベルリン政府国防相オットー・ゲスラーは、26日の緊急令に基づいて「フェルキッシャー・ベオバハター」の発刊中止をロッソウ少将に命令した。しかしロッソウがカールに相談したところ、ナチスを敵に回すことを恐れたため拒否した。ロッソウは発行禁止措置を行える権限を持っていたが、国防軍はカールとの闘いを避けるという口頭命令を受け取っているとして、発行禁止を行わなかった。この口頭命令はゼークトから出されていたものであり、ゼークトとゲスラーは対立していた。当時の政治家ヴィルヘルム・ベネッケは、ゼークト派のロッソウを追い込むことで、ゼークトの失脚を狙ったものと推定している。
しかしカールはナチスへの牽制も行い、9月27日に行われる予定の集会を禁止した。また直後にドイツ闘争連盟から国旗団が離脱した。レームの一派は分裂し帝国戦闘旗団を結成してドイツ闘争連盟に参加した。
また、ルール地域でフランス軍の支援を受けた分離独立派が蜂起し、ドイツ全体の情勢も緊迫化しつつあった。ゲスラーはバイエルン州の蜂起に備え、ドイツ社会民主党とドイツ共産党の連立政府が成立していたテューリンゲン州やザクセン州に派兵し、北ドイツとバイエルンの連絡を絶つ計画を策定しはじめた。
10月1日、カールは記者会見を行い、「フェルキッシャー・ベオバハター」の批判記事と反ベルリン姿勢には賛同できないものの、ドイツ闘争連盟の協力を求め、発禁措置を行わないと発表した。これで中央政府の命令を拒否した事が明らかとなり、ドイツ各地では「クーデター（Putsch）」のうわさが飛び交った。

## ベルリン進軍計画

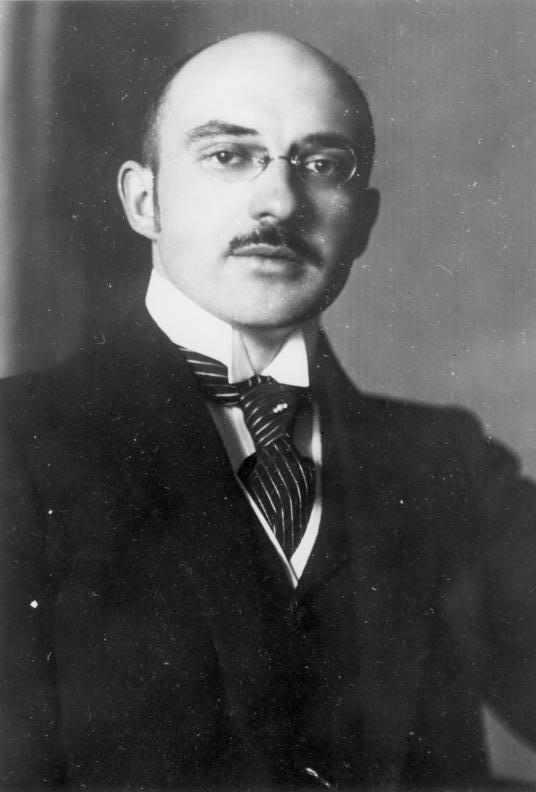
ショイブナー＝リヒター

しかし10月4日の「フェルキッシャー・ベオバハター」が蜂起の切迫を示す告示を掲載すると、カールは10日間の発禁処分を行った。ロッソウはこれで発禁命令を達成したと報告したが、ゼークトは中央の命令を拒否したロッソウを許さず、10月9日の手紙で彼の辞職を要求した。板挟みになったロッソウは10月16日、ミュンヘンの国民主義団体、ドイツ闘争連盟、州武装警察の幹部を集めて経緯を説明し、支持を求めた。彼らは応諾し、「ベルリン進軍」のためにロッソウとカール政府の支持を明らかにした。これはムッソリーニのローマ進軍にならい、ベルリン政府を武力で掌握しようという計画であった。
10月20日、これを知った中央政府からはロッソウの罷免通告が下ったが、カールは拒否した。さらにクニリング首相はロッソウをバイエルン州に忠誠を誓う「バイエルン地方国防軍」司令官に任命した。これは中央政府への反逆に他ならず、ゼークト上級大将はカールら州政府の三人の指導者とヒトラーを含めたドイツ闘争連盟指導者、各種国家主義団体に、この動きに武力で対抗すると通達した。
10月24日、ロッソウは国防軍、武装警察、民間武装団体の指導者を集め、これからとりうる三つの方針を明らかにした。一つは「ベルリン進軍」による独裁政権の樹立、二つ目は現状を維持して妥協を図る、三つ目はバイエルン州の独立であった。ロッソウは「ベルリン進軍」を目指すとし、2週間から3週間の後に行動すると述べた。この集会にドイツ闘争連盟の幹部は招待されたが、ナチス関係者は招待されなかった。10月26日には進軍計画「秋季演習」が策定された。ナチス党はヒトラー抜きでの「ベルリン進軍」には強い危機感を持った。
一方でクニリング内閣には妥協派がおり、強硬路線と融和路線の間を揺れ動いた。やがてカールとの関係も冷却化し、あせったカールは中央政府を右派軍事独裁政権に変えることで決着を図ろうとした。カールはゼークト、クラースらの右派独裁計画関係者と連絡を取ったが、計画は具体的な段階まで進んでおらず、ゼークトの立場も不鮮明であった。10月29日、政府は軍の圧力によりザクセン州のドイツ共産党参加政府を解体した。
11月3日、エーベルト大統領とゼークトの会談が行われた。会談の内容を記した当事者の記録には矛盾があるが、ゼークトが右派独裁政府の成立を要求し、エーベルトが拒否したものと見られている。この日カールの使者ザイサーはゼークトと会談し、「私とカールとは目的は一致しているが、私は合法的な道を固く守る」という回答を得た。
11月6日、カールらはナチスを除く国家主義団体の指導者を招集し、体制が整った後のベルリン進軍を決議し、事実上ベルリン進軍計画は延期された。カールは一般の信望を失い、指導者も進軍の延期を決めた州政府に不満を抱いた。同日夜、ヒトラーらドイツ闘争連盟はナチスの幹部であったショイブナー＝リヒターの起草により、11月11日に蜂起し、州政府を制圧する方針を決定した。11月7日には主要機関をドイツ闘争連盟員が制圧する武装蜂起計画が策定されたが、同日夜、ヒトラーは新たな計画を提案した。11月7日にはミュンヘンのキャバレー「ボンボニエール」にナチスの突撃隊が殴り込み、風刺レビューの作曲家ペーター・クライダーを撲殺するという騒ぎが起こった。11月8日にはミュンヘン最大のビアホール「ビュルガーブロイケラー」でカールが演説を行う予定があった。その席にはロッソウとザイサーも出席するため、この席でバイエルン州の三人の首脳を説得し、闘争連盟への支持を求めるというものである。会議は8日の午前3時にまで及んだが、ヒトラーの計画が採択された。

## 蜂起の発生
11月8日、まず午前中に突撃隊員に来るべき行動への待機命令が出され、夜になると隊員たちはそれぞれの集合地点からトラックに分乗してビュルガーブロイケラーに集まりだした。午後8時ヒトラーが到着し入場。仲間とビールを飲みながら待機していた。会場には125名の警官や騎馬警官による警備が行われていたが、武装した突撃隊員の脅しにほとんど抵抗らしい抵抗もなく立ち去った。
午後8時30分、カールが演説をしていた時、ヘルマン・ゲーリング率いる突撃隊員がなだれ込んだ。同時にホールに待機していたヒトラーはルドルフ・ヘスらの部下を引き連れて演壇に進もうとし、ホール内は大混乱になった。ヒトラーはブローニング拳銃を上に向かって発砲し「静かに！国家主義革命が始まったのだ。だれもここを出てはならぬ。ここは包囲されている！」と叫んだ。そして三人の首脳（カール、ロッソウ、ザイサー）に生命の保証を約束し、ドイツ闘争連盟を中心とする臨時政府への権限委譲と、ベルリン進撃に協力することを依頼した。ヒトラーはカールに州摂政、ザイサーに警察大臣、ロッソウに国防大臣のポストを提示し、ペーナーが州首相、ルーデンドルフが国民軍司令官、そして自身が政府を組織するという構想を告げた。しかしカールら三人の首脳はヒトラーらの説得に応じなかったため、ショイブナー＝リヒターにルーデンドルフを呼びに行かせた。
ホール内では突撃隊と群衆との小競り合いが続いていた。ゲーリングが「諸君！心配するな。ビールがあるじゃないか。」とジョークを飛ばし、ヒトラーは機関銃を据え付けるぞと脅したりした。そのうちヒトラーの雄弁に群衆は鎮まり、やがて彼を支持するようになった。ヒトラーはホールから戻ると、駆け付けたエーリヒ・ルーデンドルフと会見した。ルーデンドルフは自分に無断で蜂起が行われたことに激怒していたが、今は蜂起を成功させることが必要であると考えていた。その後、彼の説得により、ようやく三人は協力すると言明した。ヒトラーとともに三人が演壇に立つと、聴衆によるドイツ国歌の大合唱がホール内に響き、この時点では反乱は成功したものと思えた。集会に参加していたクニリング州首相をはじめとする閣僚の大半も逮捕・軟禁された。同時に市内でもエルンスト・レーム率いる突撃隊が市役所やバイエルン国防軍司令部などを占拠し、バリケードを築いていた。しかしレームは通信施設を抑えようとせず、反対派の連絡を見逃した。
ルーデンドルフは自らの国防軍や少将であるロッソウに対する影響力に自信を持っていた。しかし、三人の首脳はビアホールで恥をかかされたことを恨みに思っており、また国防軍総司令官ゼークト上級大将はルーデンドルフやヒトラーを信用しておらず、蜂起直前には彼らを排除するようカールに親書を送っているなど、すでに現役を退いたルーデンドルフの影響はほとんど及ばなかった。

### 鎮圧

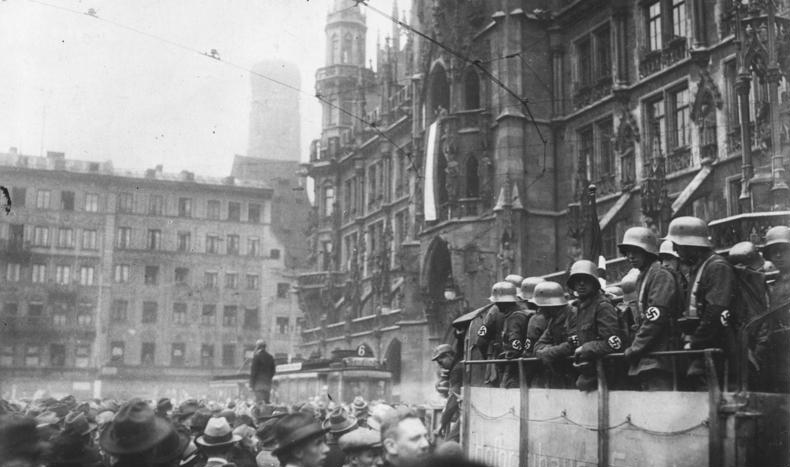
マリエン広場に集結した突撃隊員

その頃、工兵隊と蜂起勢力の間で小競り合いが起き、ヒトラーとヴェーバーが仲裁のため席を外すことになった。この間にロッソウが国防軍司令部に戻って指揮を執りたいと言い、カールとザイサーも同様に持ち場に帰ると言い出した。ショイブナー＝リヒターが止めたが、ルーデンドルフは三人の外出を許可した。30分後に戻ってきたヒトラーはルーデンドルフを問い詰めたが、「ドイツ軍将校は決して誓いを破らない」と答えた。
一方、軍はすでに対決の姿勢を固めており、バイエルン国防軍副司令官ヤーコプ・フォン・ダナー将軍は独断で、バイエルン国防軍に対して国防軍司令部のみの命令に従うよう通達を発布した。カールは午後10時40分にバイエルン政庁に到着し、ループレヒトから「いかなる犠牲を払っても反乱を鎮圧せよ。必要とあらば軍隊を使え」という通信を受け取った。そしてナチ党員が集結するのを防ぐ事、さらにカールの命令のみに従うように通達した。ロッソウは午後10時45分に第19歩兵連隊本部に到着し、そこから国軍総司令官ゼークト上級大将に連絡し、叛徒鎮圧の命令を受領した。
午後11時、士官学校の生徒1千名がビアホールに到着し、カールの政庁を占領するために出発した。ヒトラーとルーデンドルフらは国防軍司令部に移動した。そこにいるはずのロッソウはおらず、指導者たちは不安になったが、ルーデンドルフは相変わらず三人を信頼していた。この時司令部にやってきた司令官参謀マックス・シュヴァントナー少佐は、第19歩兵連隊本部から電話室にかけられたロッソウの電話で反撃命令を受け取った。シュヴァントナーはミュンヘン市外の国防軍を列車移動で市内に送り込むように命令した。
カールの政庁を包囲した士官候補生たちは、カールと決定的に対立する事を恐れた指導者の命で撤退した。その後政庁を脱出したカールとザイサーもやがて第19歩兵連隊本部のロッソウのもとに合流した。翌日の深夜2時55分、三人の名で「反乱を認めず。銃を突き付けられて支持を強要されたにすぎない。これは無効である。もしこれを認めれば、バイエルンはおろか全ドイツが破滅する。」との声明がラジオ放送で布告された。同時に州政府のレーゲンスブルクへの移転と、ナチスの解党命令も発令した。
軍と警察ははっきりと反乱鎮圧に転じ、州警察本部を制圧しようとしたドイツ闘争連盟幹部ハインツ・ペルネは捕らえられた。市内には反乱支持の群衆があふれていたが、午前10時、国防軍は市内要所に機銃を設置し、レームらが立てこもる軍司令部はすでに包囲されていた。

### 終息

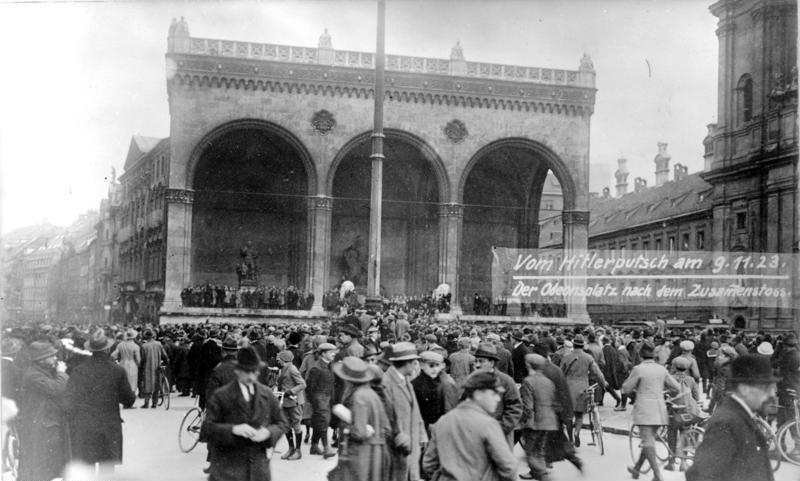
1923年11月9日のオデオン広場

蜂起の首謀者たちがカールたちの裏切りを知ったのは11月9日午前5時になってからだった。彼らはカール達が敵に回った事態を想定していなかった。ヒトラーたちは一時ビュルガーブロイケラーに戻り、司令部はレームに託された。昼頃まで議論が続き、クリーベルがオーストリア国境のローゼンハイムへの撤退を提案したが却下され、ルーデンドルフの発案で、レームが包囲されているバイエルン軍司令部へのデモ行進を行う事が決まった。
午前11時30分に行進が始まったが、このときデモ隊はほとんど丸腰であった。武装している者にも「実弾を抜き取っておけ」という命令が出ていた。ルーデンドルフを前面に立てれば軍や警察も手出しができまいと高をくくっていたが、オデオン広場のフェルトヘルンハレ（将軍廟）近くには武装警察と国防軍がピケラインを張っていた。12時30分頃、昼過ぎにデモ隊がフェルトヘルンハレ前にさしかかったとき、一発の銃声が響いた。この銃撃で一人の軍曹が死亡し、その直後に警官隊はデモ部隊に対する一斉射撃を行った。後方の国防軍装甲車も空に向けて威嚇射撃を行った。
ヒトラーへの銃弾は党員ウルリヒ・グラーフが身を挺して防いだが、ヒトラーと肩を組んでいたショイブナー＝リヒターが銃撃で即死、ヒトラーは倒れかかってきた彼にひきずられて前にのめり、左肩を脱臼した。ルーデンドルフは行進を止めずに銃火の中を警官隊の隊列まで進み、逮捕された。
ゲーリングは足を負傷したが居合わせたユダヤ人の女性に助けられ、オーストリアに亡命した。午後2時ごろ、レームもバイエルン軍管区司令部で降伏し、占拠部隊は武装解除された上で撤退を許可された。当時23歳のハインリヒ・ヒムラーもその中に入っていた。部隊が死者の遺体を遺族の元に運んだあと、レームをはじめとする指導者だけが逮捕された。
ヒトラーはシュタッフェル湖のほとりにあるナチス幹部エルンスト・ハンフシュテングルの別荘に逃亡、彼の妻エルナがヒトラーの面倒を見ていた。2日後に警察が別荘に到着した。ヒトラーは絶望し、ピストルで自殺を図ろうとしたが、エルナが銃を取り上げ「あなた自身が死んでも、あなたを信じてついてきた者を見捨てるのか」と説得した。この後、ヒトラーは落ち着きを取り戻し、ナチス幹部に対する今後の指導を託すメモを残した。これによると、運動の指導と機関紙の管理をアルフレート・ローゼンベルク、財政の管理をマックス・アマンに託すものであった。まもなく警察に逮捕されたヒトラーは、政府や役人に対する批判を叫んでいた。
このとき別働隊を率いていたグレゴール・シュトラッサーは部隊をまとめて撤退した。また、ハンフシュテングル、アマン、ヘルマン・エッサーらのナチス幹部もそれぞれに逃亡したが、ディートリヒ・エッカートなどは逮捕された。ルドルフ・ヘスは恩師カール・ハウスホーファーの元に逃れ、自首を勧められたが潜伏生活を行う事になる。エッカートは、病気が理由ですぐに釈放され、12月26日にベルヒテスガーデンでモルヒネ中毒による心臓発作で死去した。
この一連の騒動で19名（うち3名は警官）の犠牲者が出た。現在、ビュルガーブロイケラーの跡地には、ナチスによる最初の犠牲者として3人の警官の死を弔う銘版が置かれている。

## 裁判

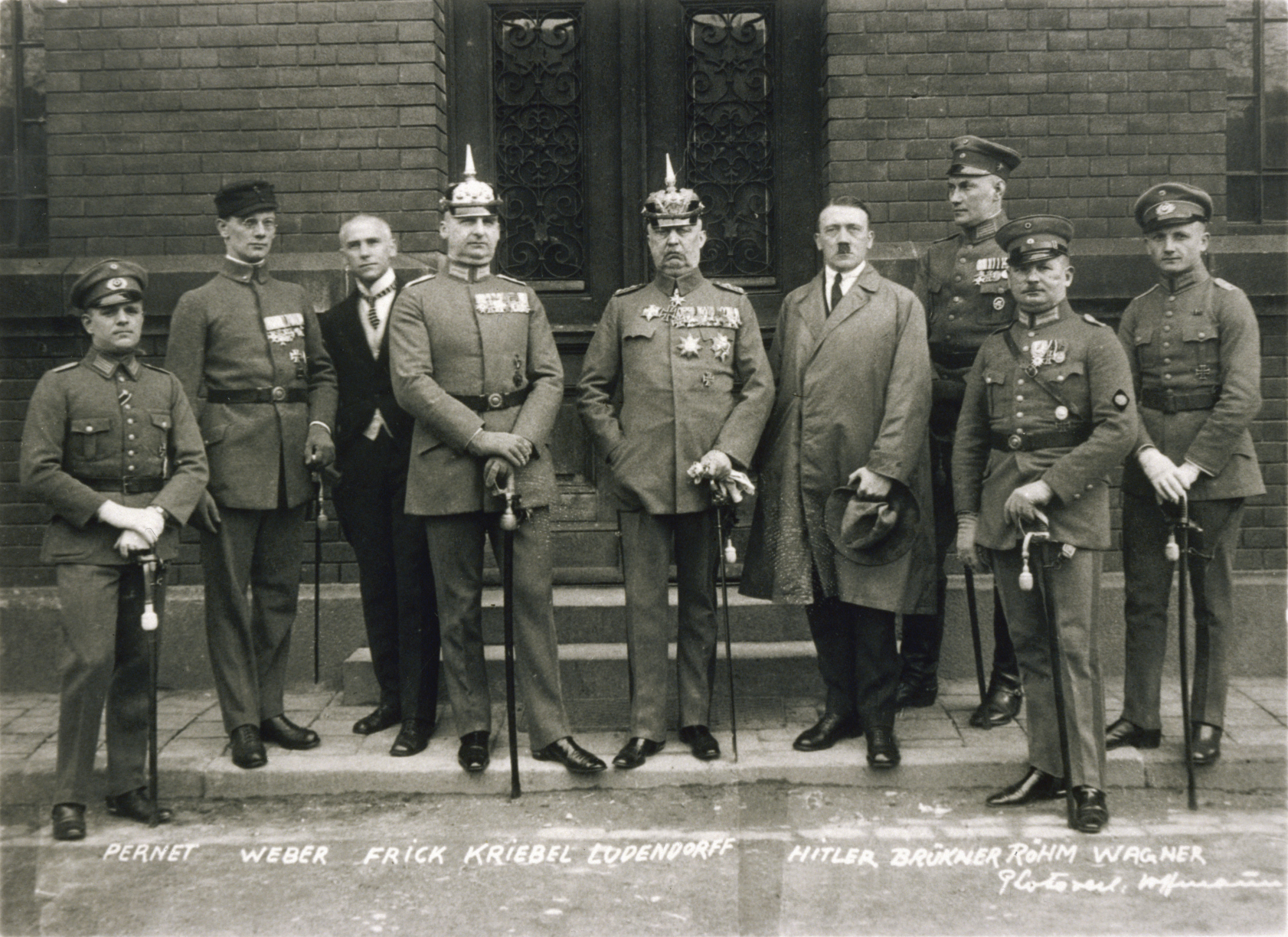
裁判の被告達。左からハインツ・ペルネ、フリードリヒ・ヴェーバー、フリック、クリーベル、ルーデンドルフ、ヒトラー、ブリュックナー、レーム、ローベルト・ヴァグナー（1924年4月1日、ハインリヒ・ホフマン撮影）

ヒトラーら蜂起の指導者9人は拘束され、翌1924年2月26日、裁判が開かれた。ヒトラーは裁判で持ち前の雄弁を振るい、バイエルン州政府や中央政府を批判して正義は我にありと主張したが、裁判そのものに対する大衆や新聞の興味は薄かった。この裁判におけるヒトラーの名誉回復の原因はむしろカールらの不人気によるところが大きい。カールらはいったんはヒトラーと協力することを発表したものの、蜂起が失敗しそうだと見るや否や態度を豹変させ、裁判でも自分たちに不利な発言が出ないように圧力を加えた。これらの首尾一貫しない態度などによってカールらはとにかく蜂起の中心からは遠ざかって罪を免れたが、大衆に対する人気は急降下した。また、ルーデンドルフを反乱の中心人物として有罪にする事を、保守色が強い裁判官やカールたちは躊躇した。裁判中もルーテンドルフは一貫して責任を回避しつづけ、時としてその堂々とした態度や命令的な口調は裁判長を震え上がらせるほどであった。このことがヒトラーをしてその代わりに蜂起の中心人物とせしめることとなり、英雄としてヒトラーの人気が急上昇することとなる。
4月1日の判決で、ルーデンドルフは無罪で、ヒトラーを含む4人が実刑となった。この判決には州法相フランツ・ギュルトナーの裏面からの支持があったとされる。判決直後、ヒトラーは日記に「卑しむべき偏狭と個人的怨恨の裁判は終わった。そして今日から我が闘争（mein Kampf）が始まる。」と書いた。
ヒトラーは5年の城塞禁固刑となり、ランツベルク・アム・レヒの要塞刑務所の7号室に収監される。獄中は快適で待遇は極めて良く、独房は日当たりのよい清潔な部屋、食事も上質で、差し入れや面会も自由であり、ナチス党員が身の回りの世話をした。主に面倒を見たのが、判決後に自首したヘスと運転手エミール・モーリスである。当初落ち込んで食事を取らなかったヒトラーは落ち着きを取り戻し、ハンフシュテングルらが差し入れたチェンバレン、ニーチェ、マルクス、ランケなどの大量の本を読み、自らのナチズム思想を固めていく。
後年、ヒトラーは側近に「ランツベルクは国費による我が大学であった。」と評している。また、ヒトラーの著書『我が闘争』はこの時期に口述で執筆されたものである。この時期にヒトラーを励ましたのはエルナやスポンサーのヘレーネ・ベヒシュタイン夫人（ピアノメーカーベヒシュタインの創業者一族）、チェコスロバキアのドイツ国民社会主義労働者党創設者ハンス・クニルシュ、ヒトラーが失脚させたナチスの前議長アントン・ドレクスラーなどがいる。この生活でヒトラーの体重は85kgまで増加した。
州政府の中にはこの際ヒトラーを国外追放にせよとの意見もあったが、追放先と目されたオーストリア政府の拒否に会い、立ち消えになった。判決から半年後、ヒトラーは保護観察処分に減刑され、12月20日に仮出獄した。
カールとロッソウは訴追されることなくその地位を維持したが、すでに権威は失墜していた。1924年2月18日、両者はその地位を追われ、バイエルン州と政府の関係は正常化した。一方ベルリン政府では、左派政権のザクセン州と右派政権のバイエルン州に対する対応の違いに不満を持ったドイツ社会民主党が連立を離脱、シュトレーゼマンは11月23日に首相を辞任した。後継首相のヴィルヘルム・マルクス政権下で、ヴァイマル共和政は短い安定期を迎える事になる。

## ナチスの方針転換と躍進
蜂起が簡単に制圧された経験でヒトラーは武力革命に見切りをつけ、言論・演説・選挙といった民主的手段による政権奪取に軸足を移してゆく。ナチスには11月9日にバイエルン州、11月23日に全ドイツにおける禁止命令が下ったが、無罪になったルーデンドルフ、すぐに仮釈放されたレーム、逮捕を免れていたグレゴール・シュトラッサーらが「国家社会主義自由党」の名で偽装政党を立ち上げ、1924年5月4日の総選挙には32議席を獲得した。さらにドイツ人民自由党と合流して「国家社会主義自由運動」となった。ドイツ闘争連盟の軍事組織はレームがフロントリングの名で維持し、後にフロントバンとなった後に、再結成された突撃隊となる。しかしローゼンベルク派と北ドイツに勢力を持つシュトラッサー派、そしてハンフシュテングルやドレクスラーらの対立は激化し、完全な主導権を握るものは現れなかった。これは獄中のヒトラーが、自らの影響力を保持するため、党内の抗争を意図的に放置していたからといわれている。
蜂起と裁判を通して、ナチスはバイエルン州の地方政党からドイツ全国に影響を与える政党へと成長した。12月7日の総選挙で国家社会主義自由運動は14議席と惨敗したが、これはレンテンマルクの発行でインフレが落ち着いた事、ドーズ案の受入が決まり、情勢がやや落ち着きを取り戻したことも一因とされる。
ヒトラー保釈後の1925年には州法相フランツ・ギュルトナーの支援もあり、ナチスは再結党を許可された。2月26日、ナチスはビュルガーブロイケラーで党新結成集会と銘打った集会を開催した。この集会には4000人の観衆が集まり、予想以上の影響力に驚いたバイエルン州政府は今後2年間ヒトラーの講演を禁止している。

## その後

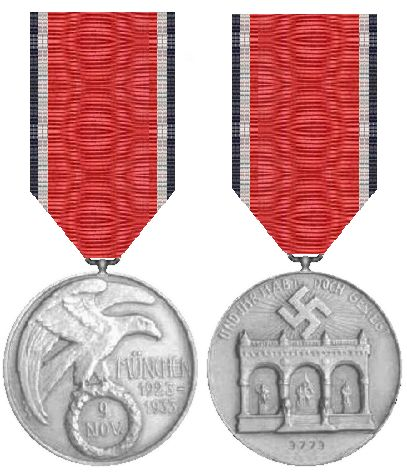
1923年11月9日記念メダル

ナチスが政権を握ると、ミュンヘン蜂起は党にとっての記念碑的な出来事になり、ヒトラーは毎年11月9日に、フェルトヘルンハレにおいて追悼式典を、ビュルガーブロイケラーで演説を行った。また、蜂起で死亡した党員13名は殉教者として讃えられ、ナチス本部「褐色館」の壁には彼らの名が刻まれた。銃撃戦で血に染まった軍旗は「血染めの党旗（Blutfahne）」として、ナチスの神器となった。1934年にはミュンヘン蜂起を記念して、「血の勲章」（旧称1923年11月9日記念メダル）が制定された。このメダルはナチス・ドイツ時代において最も栄誉ある勲章の一つとなった。
また、ヒトラーはこの時のカールの「背信」を忘れず、11年後の1934年6月30日に発生した「長いナイフの夜」においてカールは親衛隊によって惨殺された。

## 日本における反応
この蜂起は世界中で広く報道されたが、あまり関心を呼ばなかった。日本の合同通信が配信した内容は「ヴァヴァリア（バイエルンの英語読み、正しくはバヴァリア）軍」が「復辟派」が籠城した陸軍省を襲撃し、ルーデンドルフ将軍並びに「復辟派首領ヒットレル」を逮捕したというもので、誤りが多いものであった。その後、裁判の様子が報道されるにつれ、ヒトラーの日本語表記は「ヒットラー」や「ヒットラア」に統一されていくことになる。

### 斎藤茂吉
当時ミュンヘン大学精神病学教室に留学中であった歌人斎藤茂吉は、直前と事件後の騒然としたミュンヘン市内の有様を描いた歌を詠んでいる。帰国後には当時を回想して『ヒットレル事件』（1935年）という随筆を執筆した。
事件前
- 一隊は H a k e n k r e u z の赤旗を立てつついきぬこの川上に
- 行進の歌ごゑきこゆ H i t l e r の演説すでに果てたるころか

事件後
- をりをりに群衆のこゑか遠ひびき戒厳令の街はくらしも
- おもおもとさ霧こめたる街にして遠くきこゆる鬨のもろごゑ

（いずれも歌集「遍歴」1923年　より）

## 登場作品
- 北杜夫　「楡家の人びと」
- 鋼の錬金術師 シャンバラを征く者
- イングマール・ベルイマン　「蛇の卵」（1977）